# Eugnosta aguila
Eugnosta aguila es una especie de polilla de la tribu Cochylini, familia Tortricidae.
Fue descrita científicamente por Razowski & Becker en 1986.

## Distribución
Se encuentra en México (Veracruz).